# سوهرن
سوهرن (به آلمانی: Sohren) یک شهر در آلمان است که در راین-هونسروک واقع شده‌است. سوهرن ۳٬۳۹۹ نفر جمعیت دارد.

## خواهرخوانده
شهرهای میدلکرک و Slijpe خواهرخوانده‌های سوهرن هستند.